# 測量山

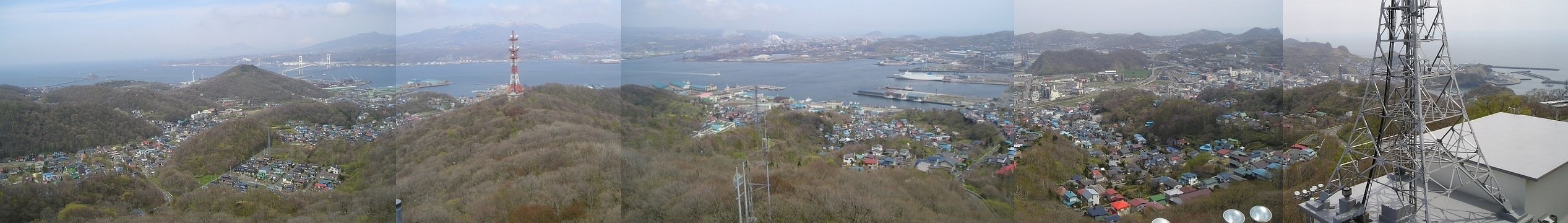
山頂からのパノラマ（合成）

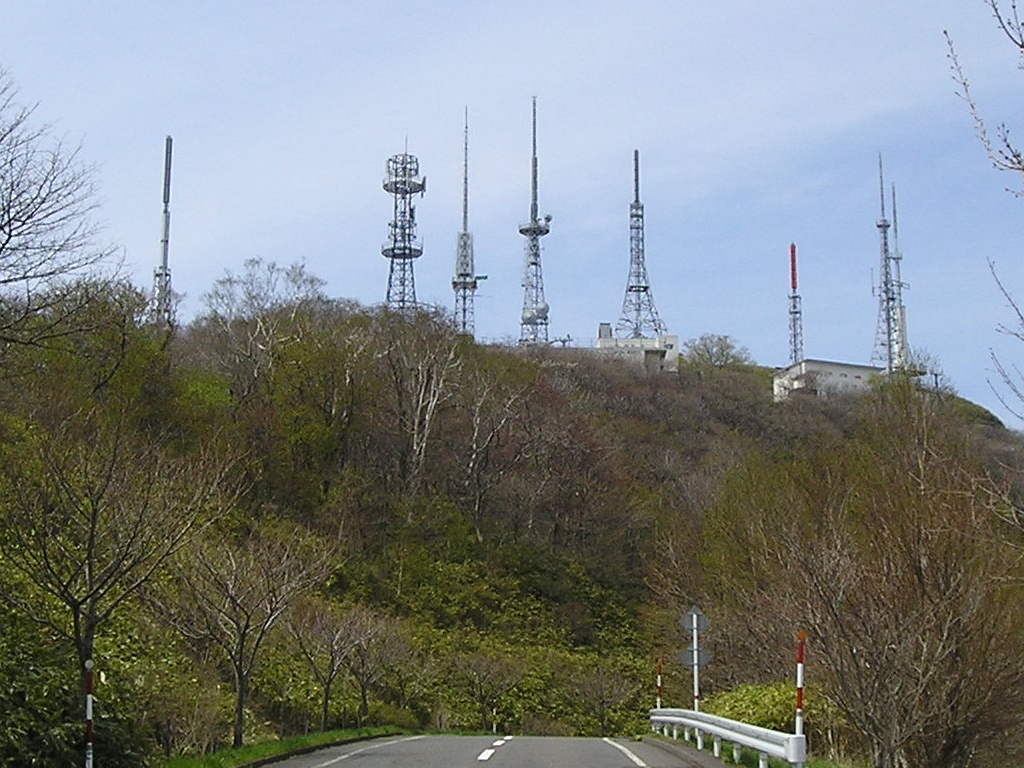
送信塔群（中腹より山頂付近を見る、2007年5月撮影）

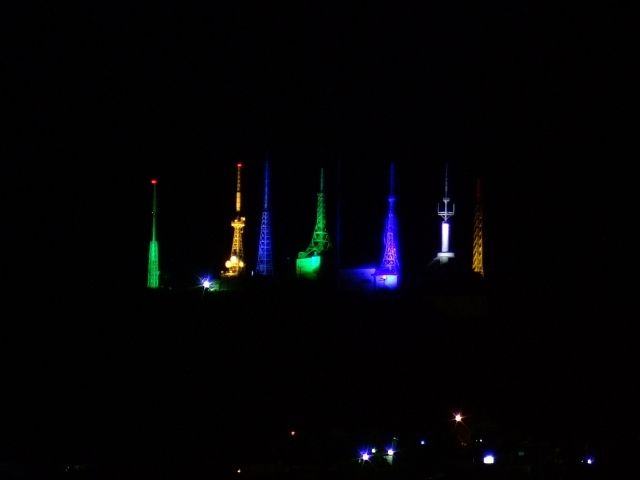
ライトアップされたテレビ塔

測量山（そくりょうざん）は、北海道室蘭市清水町にある標高199.63mの山である。

## 概要
アイヌ語では「ホㇱキサンペ（hoski-sam-pe）」（先に・出てくる・もの）と呼ばれた。これは沖合いでの漁から絵鞆や内浦湾内に戻る際、この山を目印としていたものことによるものではないかとされている。このアイヌ語名に対し、祝津町2丁目にあり、現在通称・鍋島山（海抜140m）と呼ばれている小山が「イヨシサンベ」（後から現れるもの）と呼ばれていた。
1872年（明治5年）、札幌へ至る札幌本道（現・国道36号）建設に当たり、開拓使の陸地測量兼道路築造長である米国人技師ワーフィールドが測量を行うために登ったことから、当初は「見当山」と呼ばれ、その後、現在の名称に改められた。
一等三角点（点名「室蘭山」）が設置されている。山頂には後述するテレビなどの送信所のほか展望台があり、白鳥大橋など室蘭港と周辺市街地、噴火湾などが見下ろせる。夜は夜景の名所となる。天候が良ければ、室蘭市以外の山々や街の灯も遠望できる。

## 送信施設
山頂にテレビとFMラジオの送信所が置かれている。

## ライトアップ
山頂のテレビ塔では、日没から深夜0時までライトアップが実施されている。これは、1988年（昭和63年）7月29日から31日に開催された「むろらん港まつり」に併せて、北海道電力室蘭支店が行った測量山ライトアップ事業に端を発している。当時、新日本製鉄室蘭製鉄所（現・日本製鉄北日本製鉄所室蘭地区）の高炉休止方針の発表に伴い、室蘭の基幹産業である鉄鋼関連企業では人員削減が相次いでいた。人口流出が全国一となるなど暗い話題が多かった室蘭にあって、室蘭再生の気運を高める契機となった。
市民の多様なメモリアルとして一晩4,000円の申し込み料を維持経費に充てることによって点灯されており、運営は市民有志が設立した財団法人「室蘭ルネッサンス」が行っている。また、申し込み時に寄せられたメッセージは、室蘭ルネッサンスの公式サイト（外部リンク参照）や『北海道新聞』室蘭版、『室蘭民報』に掲載される他、室蘭市のコミュニティFM局『FMびゅー』でも放送される。
市民や企業からの寄附により成り立つという性格上、幾度となく資金的な危機を迎えてきたが、1988年11月28日の開始以来、昭和天皇崩御の前後や2012年11月の吹雪による大規模停電を除き連続点灯を継続しており、2010年（平成22年）10月23日には連続点灯8000日、2013年7月19日には同9000日を達成。平成最後の日であった2019年4月30日が通算1万1111日となった。
そんな中、2022年10月1日には俳優・安田顕がテレビ番組の企画で出身地の室蘭市を訪れ、ライトアップ運営にあたる室蘭ルネッサンスに2カ月分点灯費用に相当する20万円を寄付した。安田が室蘭を訪問した時点で室蘭ルネッサンスにはあと20日分相当の寄付金しか残っておらず、当時1万2000日以上続いてきた連続点灯が途絶える可能性もあっただけに、今回の寄付により当面の危機を回避した形となった。この寄付によって賄われたライトアップの該当日には、安田顕からのメッセージが室蘭ルネッサンスの公式サイトや前述の新聞・放送局を通じて公表される。